# Pseudaletia adultera
Pseudaletia adultera là một loài bướm đêm trong họ Noctuidae.